# 太白韭
太白韭（学名：Allium prattii）为葱科葱属的植物。分布于尼泊尔、不丹、印度、锡金以及中国的安徽、西藏、青海、四川、云南、陕西、甘肃、河南等地，生长于海拔2,000米至4,900米的地区，多生长在阴湿山坡、灌丛、沟边以及林下，目前尚未由人工引种栽培。